# Antifouling

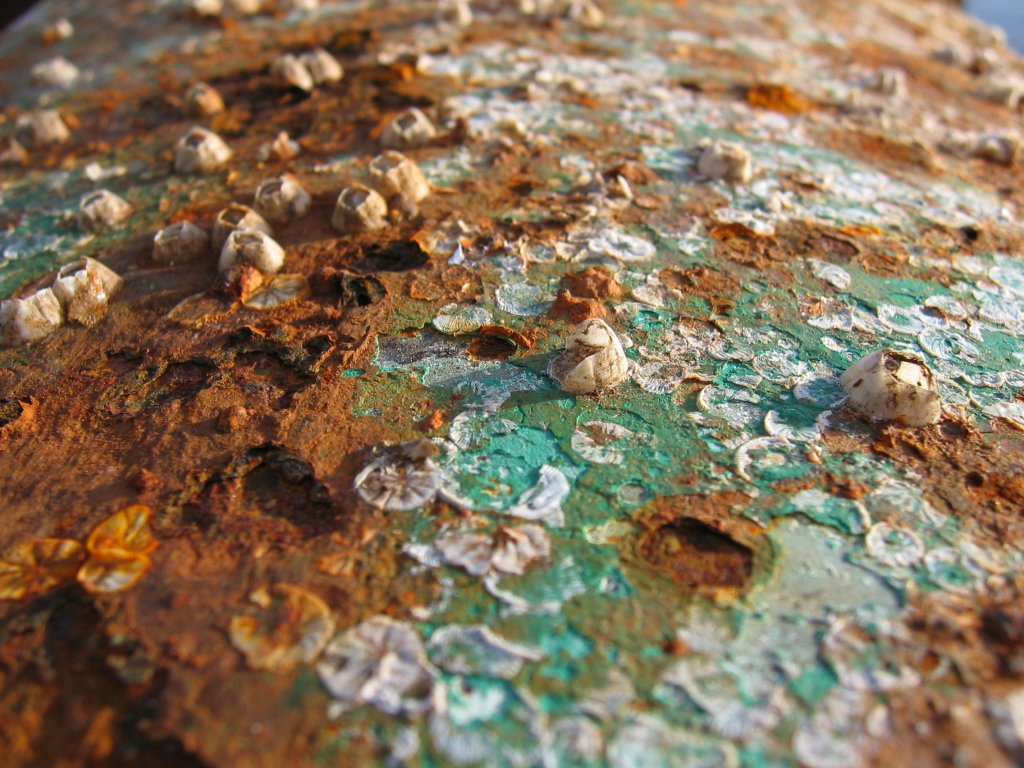
Door aanslag veroorzaakte roest

Antifouling is een maatregel die genomen wordt om te voorkomen dat micro-organismen, mosselen en algen zich onder het wateroppervlak vasthechten aan de romp van een schip. De aanslag die wordt gevormd door de ophoping van het organische materiaal is biologische aanslag.

## Aanslag
Het verschijnsel aanslag wordt in twee groepen onderverdeeld, namelijk micro-aanslag en macro-aanslag.
- Micro-aanslag is de vorming van een film van micro-organismen die zich vastzetten op de scheepsromp.
- Macro-aanslag is het vasthechten van grotere organismen zoals mossels, bepaalde soorten wormen, zeepokken en zeewier.

In totaal hebben deze organismen een enorme massa, die de manoeuvreerkarakteristieken en de laadcapaciteit van een schip sterk verandert. Aanslag is echter niet alleen een probleem op scheepsrompen, maar kan ook voorkomen in ondergrondse waterbronnen waar de organismen zich ophopen en de doorstroom van water verhinderen. Ook aan de binnen- en buitenkant van onder water gelegen pijpleidingen komt aanslag voor. Op al deze locaties zorgt het voor een toename in onderhoudskosten.
Een ander probleem dat weelderige aanslag op de scheepsromp veroorzaakt, is de wereldwijde verspreiding van de betreffende organismen. Sommige van deze organismen hebben in hun nieuwe omgeving geen natuurlijke vijanden en kunnen zo gevoelige ecosystemen verstoren.

## Geschiedenis
Aanwas, vooral bij schepen, is een probleem dat al bekend is zo lang de mens de oceanen verkent. In Deipnosophistae beschrijft Athenaeus van Naucratis de anti-aanslagmaatregelen die men nam bij de constructie van het schip Hieron of Syracuse. In de 15e eeuw werden verschillende technieken toegepast om aanwas te voorkomen, waarbij voornamelijk drie ingrediënten gebruikt werden: een witte substantie die een mix was van walvisolie, hars en zwavel, een zwarte substantie die een mix was van teer en hars en een bruine substantie die bestond uit de zwarte substantie verrijkt met zwavel. De carène (het onderwaterschip) bezetten met koperen platen werd voor het eerst voorgesteld in 1708 door Charles Perry, maar de eerste experimenten hiermee lieten op zich wachten tot in de late jaren 50 van de 18e eeuw.
Koper presteerde zeer goed bij het beschermen van de romp tegen wormen en het voorkomen van aanwas. Wanneer koper echter in aanraking komt met water, ontstaat er een giftige film die vooral bestaat uit oxychloride en schadelijk is voor het leven in de zee. Verder komt deze film geleidelijk los waardoor het koper verdwijnt en organismen zich weer wel op het schip kunnen vastzetten. Vanaf 1770 bekleedde Royal Navy de bodem van al haar schepen met koper, wat men volhield zolang er houten schepen in de vaart bleven. Dit succes was zo groot dat de term copper-bottomed bekend werd voor iets dat zeer betrouwbaar en risicovrij is.
In de jaren 70 en 80 gebruikte men veel anti-aanslagverven die gebaseerd waren op TBT of tributyltinhydride. Al snel zag men de schadelijke gevolgen van TBT voor het milieu, met name de grootschalige oestervervorming in Engeland en Frankrijk. Sindsdien is er veel veranderd: onder publieke druk is men begonnen naar milieuvriendelijke anti-aanslagsystemen te zoeken.

## Heden
Er bestaan twee groepen anti-aanslagverven. De eerste groep wordt gevormd door de biocideverven, die bestaan uit een combinatie van koper en boosterbiociden. Men kan een keuze maken tussen de ablatieven en de zelfpolijstende verven. De ablatieven zijn de minst dure maar bezitten ook de minst goede anti-aanslageigenschappen. De zelfpolijstende verven zijn van betere kwaliteit, maar ook duurder.
De tweede groep zijn de fouling release-verven, die zo hard zijn dat de organismen niet de kans hebben zich vast te hechten. De verven die momenteel in deze categorie op de markt zijn, zijn gebaseerd op siliconen.
Naast anti-aanslagverven zijn er steeds meer milieuvriendelijke alternatieven in opkomst. Zo zijn er anti-aanslagfolies die zeer glad zijn of juist een textuur hebben en ook is het gebruik van ultrasone anti-aanslag in opkomst. Deze nieuwe technieken werken zonder gif en ook zonder dat de verf vervuiling met microplastics veroorzaakt.